# UMTS
 Denne artikel bør gennemlæses af en person med fagkendskab for at sikre den faglige korrekthed.

UMTS er en forkortelse for Universal Mobile Telecommunications System, der er en 3. generations mobiltelefonsteknologi (3G). 3G er afløseren for GSM, der også er kendt som 2G. UMTS er standardiseret af 3rd Generation Partnership Project (3GPP) og er den europæiske udgave af IMT-2000-standarden for 3G-mobilnetværk.
UMTS giver som udgangspunkt mulighed for en teoretisk dataoverførselshastighed på 384 kbit/s og 7,2 Mbit/s downstream via protokollen HSDPA og 1,4 Mbit/s upstream via HSUPA og senest HSPA+. På længere sigt forventes hastigheder op til 100 Mbit/s downstream og 50 Mbit/s upstream.
I Danmark er der pt. 2010 fire UMTS-licenshavere: 3, Telenor, TDC og Telia.